# Roztoky u Jilemnice
Roztoky u Jilemnice är en ort i Tjeckien. Den ligger i den norra delen av landet, 90 km nordost om huvudstaden Prag. Roztoky u Jilemnice ligger 431 meter över havet och antalet invånare är 936.
Terrängen runt Roztoky u Jilemnice är platt söderut, men norrut är den kuperad. Runt Roztoky u Jilemnice är det ganska tätbefolkat, med 100 invånare per kvadratkilometer. Närmaste större samhälle är Jilemnice, 5,0 km norr om Roztoky u Jilemnice. Omgivningarna runt Roztoky u Jilemnice är en mosaik av jordbruksmark och naturlig växtlighet.